# Prédio do Baleizão
O Prédio do Baleizão é um edifício histórico da cidade de Luanda, em Angola. Localiza-se no Largo da Amizade Angola-Cuba, anteriormente conhecido como Largo Infante D. Henrique e Largo do Baleizão. É um dos edifícios mais antigos de Luanda, tendo sido construído no século XVII, no início da colonização portuguesa de Angola.

## História
A construção do edifício remonta ao século XVII.
Durante o período colonial, o edifício albergou o Colégio Dom João II, vindo a ser classificado como Património Histórico Cultural, pelo decreto número 86, Boletim Oficial número 222 de 23 de Setembro daquele ano, em Luanda.
Em 1968, o colégio foi reaberto, partilhando então o edifício com o café Baleizão, onde se dizia serem feitos os melhores gelados de Luanda.
Nos anos 1970, o edifício começou a ser habitado por diversas famílias.
Em Janeiro de 2019, o edifício achava-se em avançado estado de degradação, sem água canalizada há dez anos e apresentando grandes fissuras, tendo ruído um dos apartamentos. Em 7 de janeiro, as autoridades decretaram o seu encerramento, por falta de condições. Todas as 24 famílias que aí habitavam foram desalojadas, sendo disponibilizadas três tendas no Bairro da Paz para o seu realojamento. Considerando a falta de condições do novo local, as famílias encontravam-se então habitando provisoriamente na via pública, no lado de fora do edifício.
Em Fevereiro do mesmo ano, dezasseis famílias haviam sido realojadas no Zango 4, no município de Viana.